# Monti del Tenasserim
I monti del Tenasserim (in birmano: တနင်္သာရီ တောင်တန်း, trascrizione IPA: tənɪ̀ɴθàjì tàʊɴdáɴ; in thai: ทิวเขาตะนาวศรี, RTGS: Thiu-khao Tanaosi, IPA: tʰiw kʰǎw taʕˈnaːw sriː; in malese: Banjaran Tenasserim) sono la catena montuosa più importante della penisola malese, nel Sud-est asiatico. Formano per un lungo tratto il confine naturale tra Thailandia e Birmania, si diramano quindi nella parte meridionale della Thailandia peninsulare in una serie di sub-catene la principale delle quali, i Monti Titiwangsa, si estendono verso sud e costituiscono la spina dorsale del sistema montuoso della Malaysia.

## Origine geologica
Il sub-strato calcareo dei monti del Tenasserim è il frutto di una bassa sedimentazione prodotta dal mare più di 300 milioni di anni fa. Secondo la tettonica a placche, le alture composte principalmente da granito si formarono invece circa 50 milioni di anni fa e, al pari della catena Himalayana, sono il prodotto della collisione tra placca indo-australiana e placca euroasiatica. Nella zona settentrionale della catena si è formata la "Faglia delle Tre Pagode" nei pressi del passo omonimo, che si estende in direzione nord-ovest ed ha anch'essa avuto origine nella collisione tra le due placche.

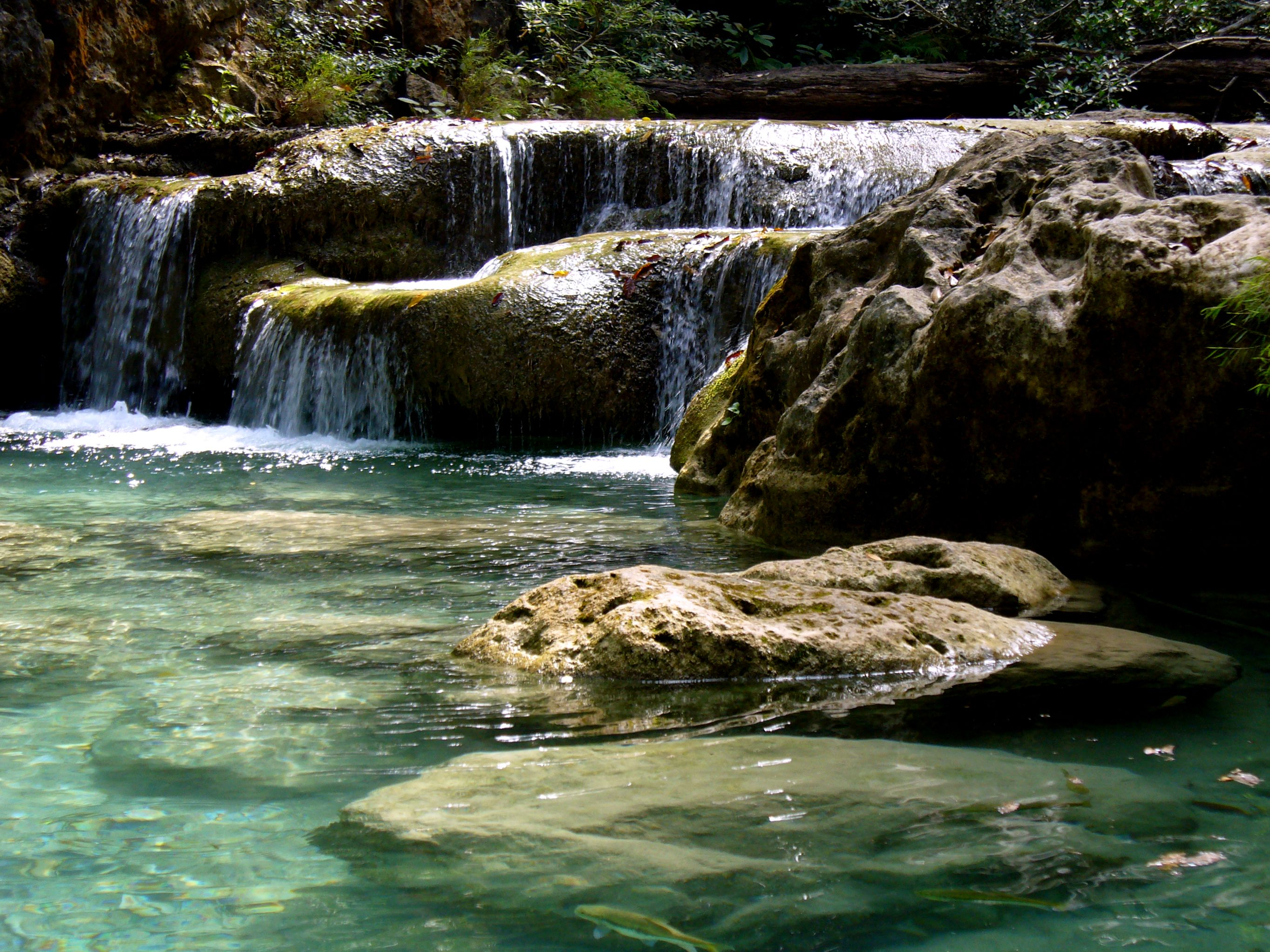
Cascate del Parco Nazionale Erawan, nella provincia di Kanchanaburi, Thailandia

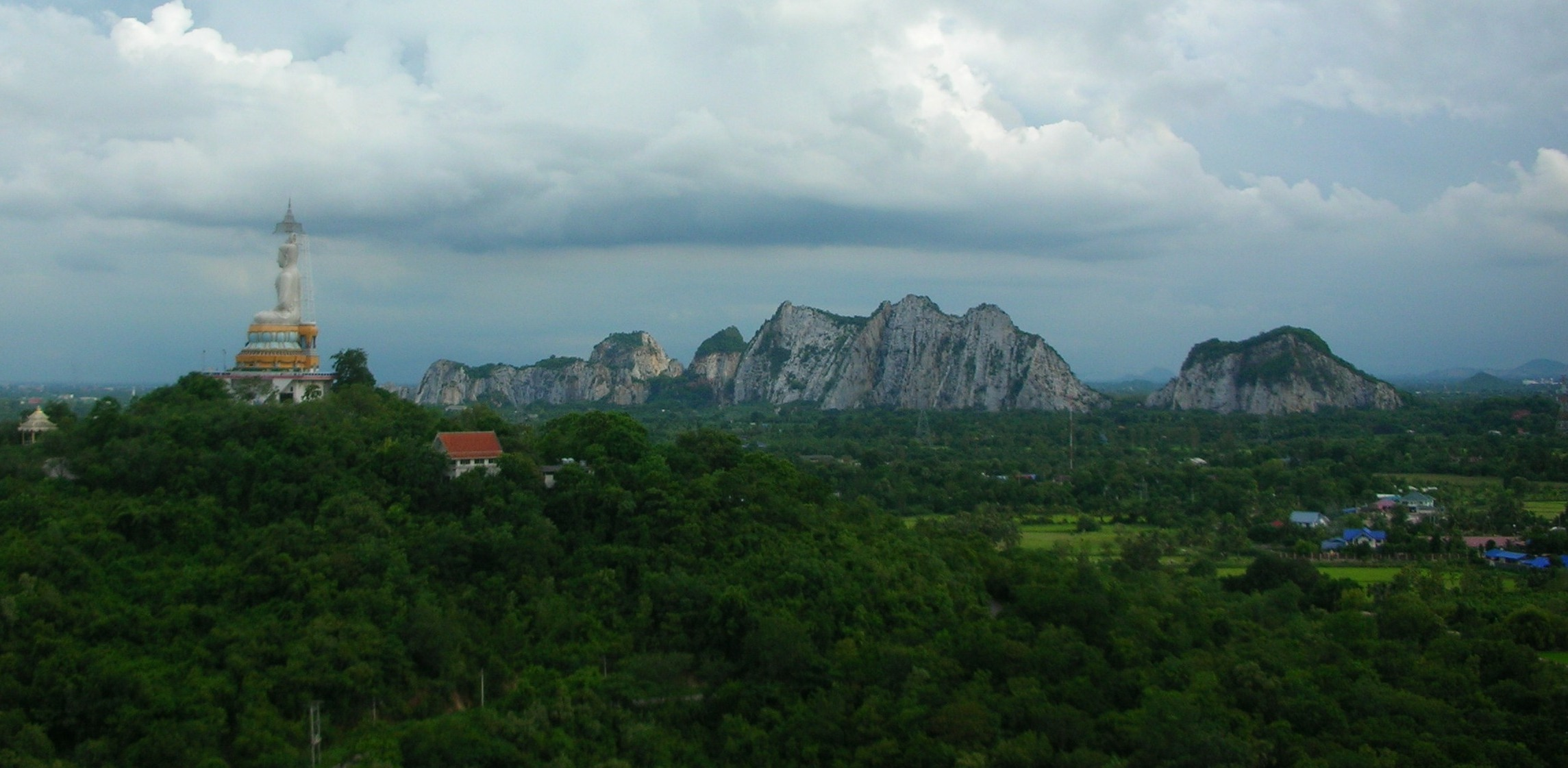
Montagne calcaree presso Ratchaburi, Thailandia

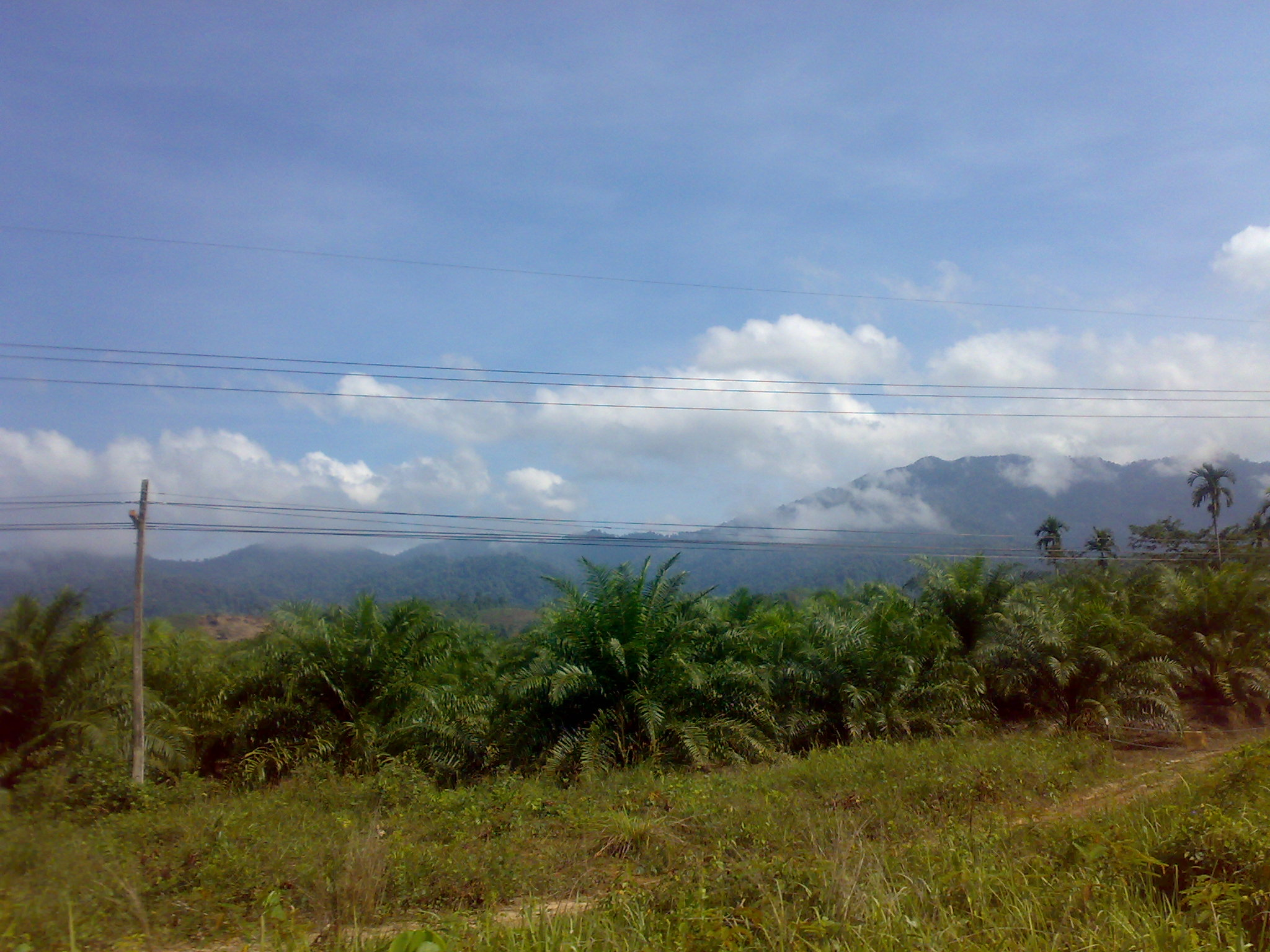
Monti del Tenasserim nella zona di Phang Nga, Thailandia

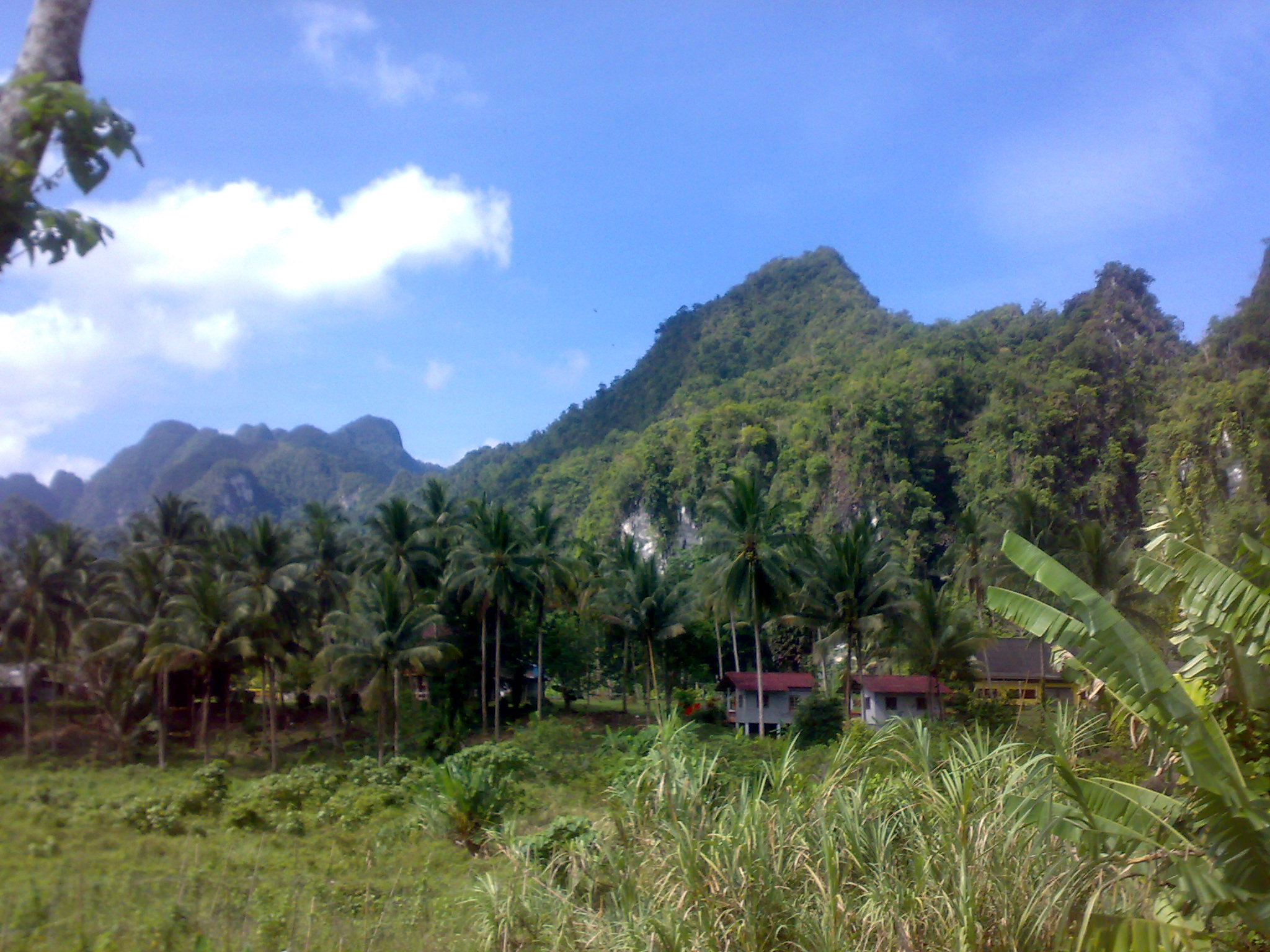
I monti di Khao Sok, nella zona di Surat Thani, Thailandia, nella parte centrale della catena

## Geografia
I Monti del Tenasserim sono considerati la sezione meridionale della cordigliera indo-malese che ha origine nel Tibet ed attraversa la penisola malese passando per l'Istmo di Kra, il punto più stretto della penisola. Sono l'estensione meridionale delle catene che attraversano l'altopiano Shan, dalle quali i monti del Tenasserim sono separati dalla piana del basso Saluen.
Hanno una lunghezza di circa 1.700 km e nella zona settentrionale e centrale fanno da confine tra Thailandia e Birmania. I principali valichi con strade transnazionali e posti di frontiera sono al Passo delle Tre Pagode, tra la provincia di Kanchanaburi e lo Stato Kayin, e al villaggio di Dan Sing Khon, tra Myeik e Prachuap Khiri Khan.
Le vette sono solcate dalle profonde valli fluviali, formatesi con l'erosione delle rocce sedimentarie. La maggior parte dei rilievi è costituita da granito che spesso contiene stagno alluvionale, abbondantemente estratto già nel XVIII secolo. Le zone che non sono state ancora illegalmente disboscate sono caratterizzate da foreste pluviali sempreverdi, abbastanza rare le coltivazioni. In passato le montagne avevano vaste aree con alberi di teak, che sono stati abbattuti quasi ovunque.

### Sezione settentrionale
Più a nord della catena, lo Stato Shan si trova nell'omonimo altopiano Shan, attraversato dal lungo fiume Saluen che nasce in Tibet. Lungo la discesa a valle del fiume, le alture che sovrastano la riva occidentale prendono il nome di Monti Kayah-Karen, mentre quelle orientali sono i Monti Dawna. I Monti del Tenasserim sono la prosecuzione a sud dei Dawna, e la loro parte settentrionale forma ad ovest con i Monti Kayah-Karen l'ecoregione chiamata "Foreste pluviali montane Kayah-Karen". Nella parte est di questa zona, i monti degradano verso la valle del Chao Phraya, che costituisce il cuore della Thailandia Centrale.
I fiumi che hanno origine nella catena sono abbastanza corti. Tra quelli le cui acque si gettano nel Golfo del Siam, nella zona nord vi sono il Khwae Yai e il Khwae Noi nella provincia di Kanchanaburi e più a sud il Phachi, il Phetchaburi ed il Pranburi. I principali fiumi che sfociano nel Golfo di Martaban sono lo Ye, lo Heinze, il Dawei, il Grande Tenasserim ed il Lenya. La vetta più alta a nord è il Myinmoletkat Taung (2072 m), che si trova nella sub-catena dei Bilauktaung. Picchi minori sono il Ngayannik Yuak Taung (1531 m) ed il Palan Taung (1455 m). Le montagne sono più alte nel versante birmano, mentre nel versante thai la più alta raggiunge i 600 m.

### Sezione centrale
I Bilauktaung si estendono fino al nord dell'Istmo di Kra. In questa zona vi è la cittadina di Kawthaung, il punto più meridionale della Birmania, separata dalla città thai Ranong dal fiume Kraburi, che segna il confine meridionale tra i due Stati. Verso sud la catena si dirama in diverse direzioni. Il segmento di 400 km che parte dal fiume Khura Buri, nella zona settentrionale della provincia di Phang Nga, ed arriva fino a Phuket, prende il nome catena di Phuket. Il versante est della catena di Phuket degrada fino alla pianura alluvionale del fiume Tapi. La topografia di questa zona è caratterizzata dalle faglie di Ranong e di Marui, rispettivamente a nord-ovest e a sud-est della catena di Phuket.
Nella pianura del Tapi vi sono dei bassi rilievi di secondaria importanza e ad est della pianura si trova la catena di Nakhon Si Thammarat, che ha origine nell'isola di Ko Tao, nel golfo del Siam, ed attraversa la penisola in direzione sud fino alla provincia di Satun, nei pressi del mare delle Andamane. Più ad est vi sono i monti di Songkhla, i monti di Pattani e i monti di Taluban. Questi nomi si trovano in recenti pubblicazioni ma non risultano nelle fonti classiche della geografia locale. Collegati alle suddette sub-catene, si estendono verso sud i Monti Sankalakhiri, conosciuti in Malesia come Monti Titiwangsa. Nella provincia di Nakhon Si Thammarat si erge il Khao Luang, che con i suoi 1780 m è la vetta più alta della Thailandia del Sud.

### Sezione meridionale

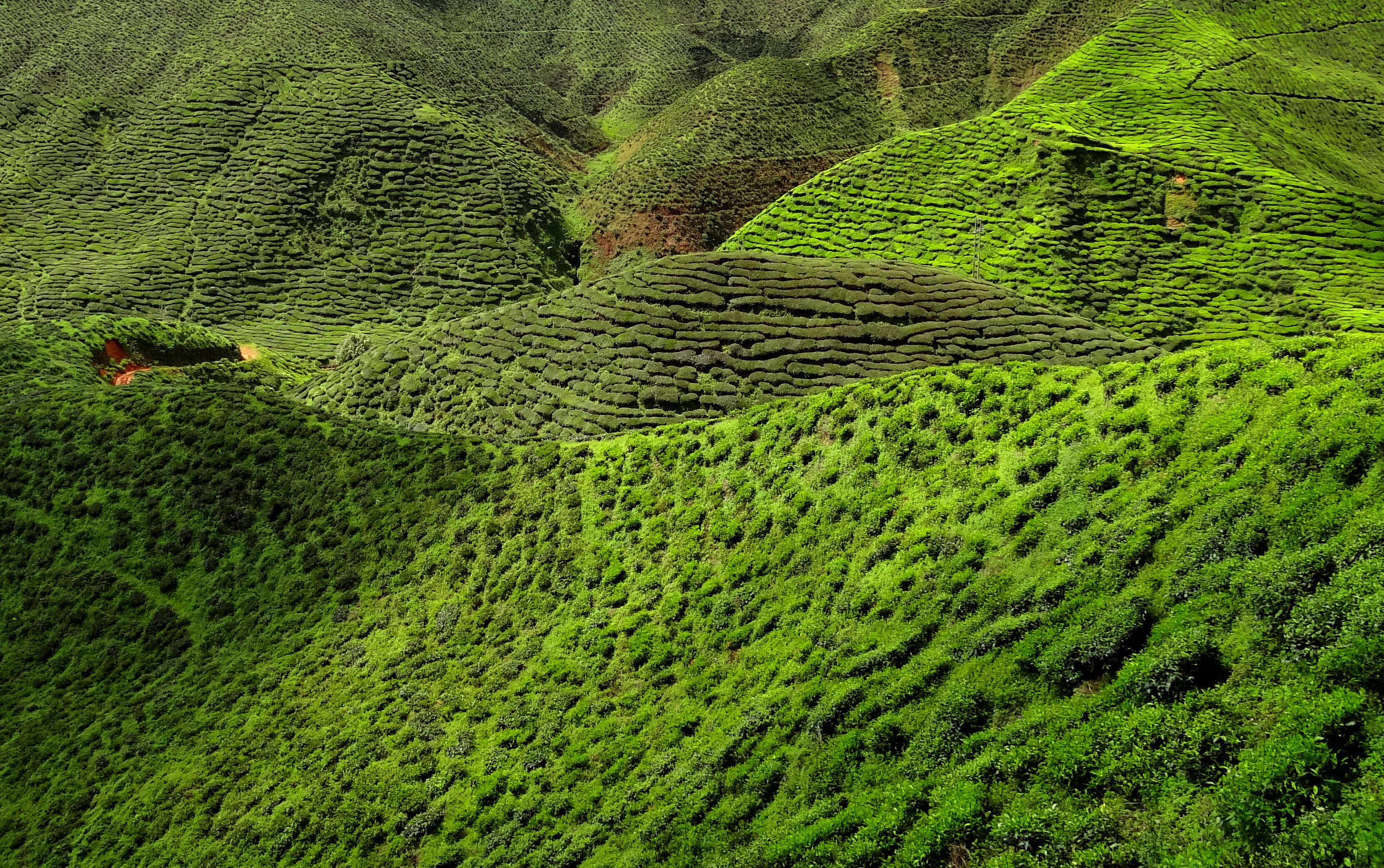
Piantagione di tè sulle Cameron Highlands

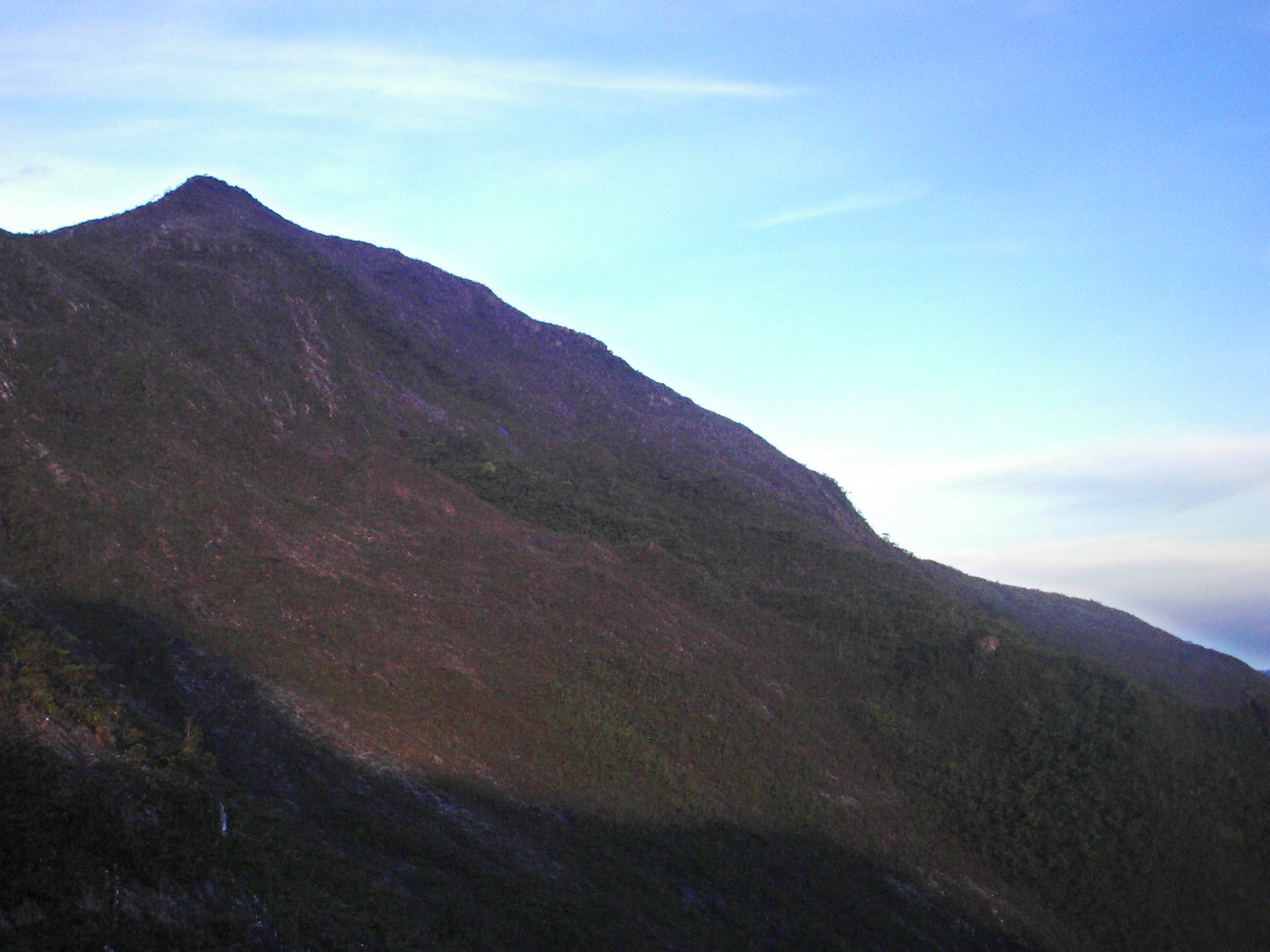
Uno dei picchi del Gunung Tahan, la montagna più alta della catena situata nello Stato di Pahang, Malesia

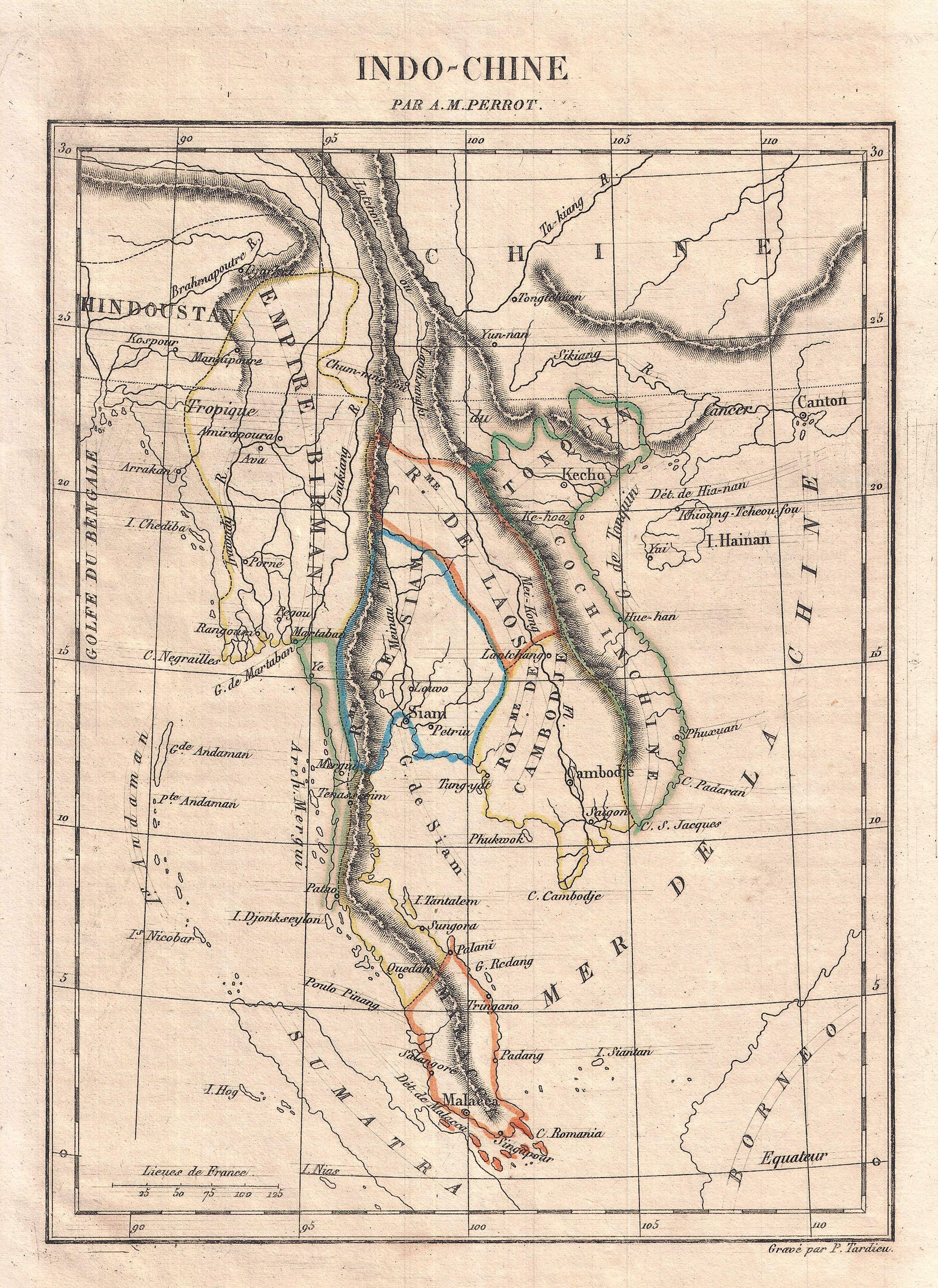
Linee spartiacque dell'Indocina, compresa quella dei Monti del Tenasserim, in una mappa del XIX secolo di Aristide Michel Perrot

I Titiwangsa formano un arco in Malaysia e fanno da spartiacque tra i bacini dei fiumi che si gettano ad ovest nello stretto di Malacca e quelli che ad est finiscono nel mar Cinese Meridionale. Segnano anche il confine tra gli Stati orientali malesi di Kelantan e Pahang e quelli occidentali di Perak e Selangor. Nella zona nord si trova il Gunung Korbu, che con i suoi 2183 metri è la vetta più alta della catena. La più alta dell'intero sistema è il Gunung Tahan (2187 metri), che fa parte della vicina sub-catena dei Monti Tahan.
Non lontano da questa zona vi sono le Cameron Highlands, ampia porzione della catena trasformata dai britannici negli anni trenta del XX secolo in una zona di grande richiamo turistico. La capitale Kuala Lumpur si trova ai piedi del versante occidentale dei Titiwangsa. Gli ultimi contrafforti meridionali della catena sono all'interno del Negeri Sembilan, non lontani dall'estremità della penisola malese.

## Ecologia
Gran parte delle montagne è coperta da fitte foreste pluviali tropicali. Il versante occidentale è maggiormente esposto alle precipitazioni monsoniche, presenta una natura più rigogliosa e lungo le sue coste sono frequenti le mangrovie. Nella zona nord si trova l'ecoregione delle "Foreste pluviali montane Kayah-Karen" mentre più a sud c'è quella delle "Foreste pluviali semi-sempreverdi del Tenasserim-Thailandia del Sud", che insieme formano l'ecoregione delle "Foreste pluviali Kayah-Karen/Tenasserim", inserita dal WWF nella lista delle ecoregioni la cui conservazione è prioritaria.
Lungo i Monti del Tenasserim vi sono molte specie a rischio, tra cui la pitta di Gurney, endemica in Birmania e Thailandia, l'elefante asiatico e la tigre. Sono stati riportati avvistamenti del rinoceronte di Sumatra sia nella zona birmana della catena, che in quella malese. Si trovano inoltre esemplari di sambar indiano, muntjak, capricorno di Sumatra, goral rosso, leopardo, pipistrello calabrone, ratto montano indocinese dal ventre bianco e presbite del Tenasserim. Tra i pesci rari vi sono il Botia udomritthiruji ed il garra notata.
Il Parco Nazionale del Tanintharyi e la Riserva Naturale del Tanintharyi furono inaugurati in Birmania nel 2005. Queste ed altre iniziative analoghe sono danneggiate dal diboscamento illegale che si verifica sia in Birmania che in Thailandia. Il parco nazionale di Kaeng Krachan è il più grande della Thailandia e fu inaugurato nel 1981, in un territorio compreso tra la provincia di Phetchaburi, e la provincia di Prachuap Khiri Khan. Altri parchi nazionali thai nella stessa zona sono quelli di Khao Sam Roi Yot e di Nam Tok Huay Yang.

## Storia

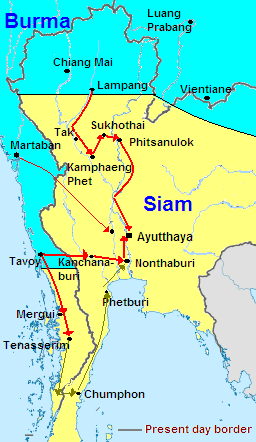
Il percorso delle 4 armate birmane nella marcia su Ayutthaya tra il 1765 ed il 1767

Molte furono le guerre che videro truppe thai e birmane attraversare i Monti del Tenasserim. Nei primi decenni, gli eserciti valicarono soprattutto il Passo delle Tre Pagode, nell'estremo nord della catena. Nel 1538 vi furono sulla frontiera i primi scontri tra thai e birmani, che approfittarono della crisi di Ayutthaya e ne invasero i territori nel 1549. Furono respinti ma si riorganizzarono e sotto la guida di Re Bayinnaung costrinsero Ayutthaya al vassallaggio nel 1564 e la espugnarono nel 1569. Dopo 20 anni di dominazione, i thai ottennero l'indipendenza grazie al principe Naresuan, che in seguito divenne re, respinse numerose invasioni birmane e tra il 1595 ed il 1599 effettuò due incursioni in Birmania, annettendo Martaban ed arrivando ad occupare per un breve periodo la capitale Pegu.
Altri conflitti significativi tra i due regni ebbero luogo a partire dal 1759, quando il re birmano Alaungpaya condusse il suo esercito attraversando la frontiera molto più a sud e risalendo il Golfo del Siam fino ad Ayutthaya, dove morì durante l'assedio. Una nuova invasione birmana ebbe inizio nel 1765 con 4 armate che partirono da 4 punti diversi. Le due armate meridionali valicarono il Passo delle Tre Pagode a nord e un altro passo a sud, ripetendo l'azione del 1759. Le 4 armate si ricongiunsero ad Ayutthaya, il cui assedio si concluse nel 1767 con la distruzione della città e del regno.
Nel gennaio 1942, l'Esercito imperiale giapponese intraprese in condizioni meteorologiche proibitive la campagna della Birmania, attraversando i Monti del Tenasserim per attaccare Yangon. Tra il 1942 ed il 1943, i giapponesi fecero costruire ai prigionieri di guerra la ferrovia birmana che congiungeva Bangkok a Yangon. La catena montuosa fu valicata attraverso il cosiddetto Hellfire Pass. La difficoltà del lavoro, le dure condizioni ambientali e la crudeltà delle truppe imperiali provocarono una carneficina tra la manovalanza addetta alla costruzione.